# AssassiNation
AssassiNation è il sesto album della band death metal brasiliana Krisiun pubblicato nel 2006 dalla Century Media Records.

## Tracce
1. Bloodcraft – 5:49
2. Natural Genocide – 4:29
3. Vicious Wrath – 3:54
4. Refusal – 4:49
5. H.O.G. (House of God) – 3:21
6. Father's Perversion – 4:49
7. Suicidal Savagery – 4:23
8. Doomed – 1:00
9. United in Deception – 4:52
10. Decimated – 4:08
11. Summon – 0:49
12. Sweet Revenge (Motörhead cover) – 4:04

## Formazione
- Alex Camargo - basso, voce
- Moyses Kolesne - chitarra
- Max Kolesne - batteria